# Мелітополь (тральщик-шукач мін)
«Мелітополь» (M***) (до 2025 року «Zr.Ms. Vlaardingen» (M 863)) —  мінний мисливець класу «Alkmaar» Військово-морських сил України, раніше корабель Королівського флоту Нідерландів.
Корабель був побудований на верфі Van der Giessen de Noord в Алблассердамі і був охрещений у суботу, 10 грудня 1988 року, тоді 84-річною Мартьє де Снайєр-де Бур від імені ради мера та олдерменів Влаардінгена. Їй дозволили зробити це на знак подяки своєму померлому чоловікові М. де Снайєру, який брав участь у русі опору під час Другої світової війни. Емблема походить від муніципального герба Влаардінгена та зображує кілевого лева (червоного кольору). Позначення НАТО: M863 знаходиться на носі.   «Zr.Ms. Vlaardingen» був третім кораблем, названим на честь міста Влаардінген у Південній Голландії. 
«Zr. Ms. Vlaardingen» було урочисто виведено з експлуатації у місті Влаардінген 27 березня 2024 року у зв'язку з модернізацією мінної служби. Екіпаж судна перейшов на судно «Zr. Ms. Schiedam». 
В червні 2025 року стало відомо про передачу корабля ВМС України, де він служитиме під назвою «Мелітополь».